# Michaelskirche (Eberbach)

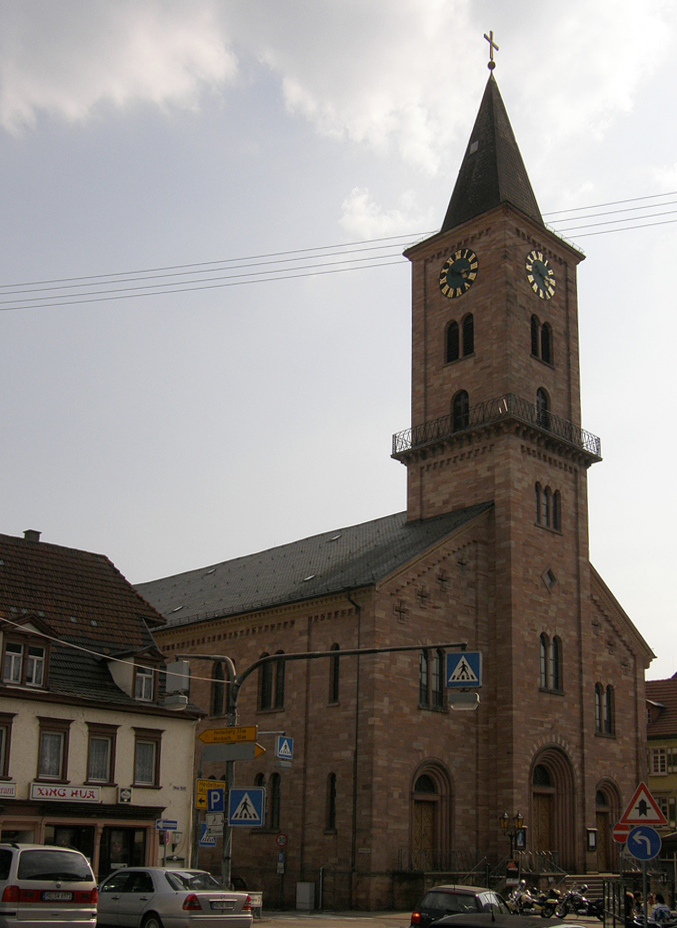
Michaelskirche

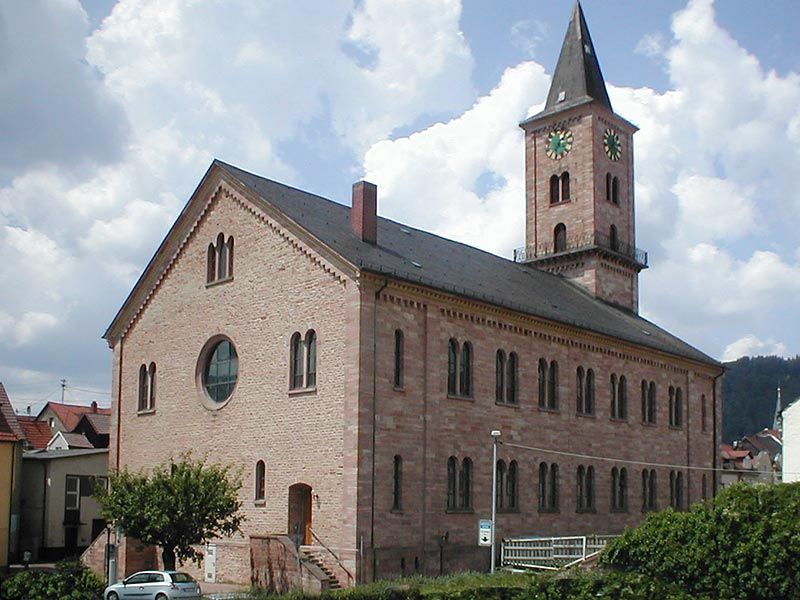
Ansicht von Osten

Die evangelische Michaelskirche in Eberbach im Rhein-Neckar-Kreis im Nordwesten Baden-Württembergs wurde zwischen 1835 und 1841 erbaut. Die erst 1976 erfolgte Umbenennung von „Evangelische Stadtkirche“ in „Michaelskirche“ geht auf die Annahme zurück, dass an gleicher Stelle eine auf den Heiligen Michael geweihte spätmittelalterliche Kapelle gestanden habe.

## Geschichte
Das ursprünglich nur Evangelische Stadtkirche genannte Gotteshaus wurde an der Stelle von mindestens zwei historisch belegten Marienkapellen errichtet. Erst 1976 erfolgte die Benennung als Michaelskirche. Bereits ein Vorgängerbau, der 1370 dokumentiert ist, war „Unser Lieben Frau“ gewidmet. Der nächste Vorgängerbau der Michaelskirche wurde 1429 vollendet. Er war jedoch nicht St. Michael gewidmet, wie fälschlicherweise in der vom damaligen Bürgermeister John Gustav Weiss 1900 herausgegebenen Eberbacher Stadtgeschichte vermerkt ist, sondern ebenfalls der Jungfrau Maria. So wird das Vorgängergebäude „unser frauwenbuw“ genannt. Es gibt eine Baurechnung von 1429 mit dem Hinweis auf den „Frauenbau“. 1518 wurde die Jungfrauen-Kirche unter Beibehaltung von Chor und Sakristei erweitert. Als der pfälzische Kurfürst Ottheinrich 1556 die Reformation durchführte, wurde die Kirche evangelisch. Nachdem wieder ein katholischer Zweig der Wittelsbacher die Kurpfalz geführt hatte, wurde sie von 1698 bis 1707 simultan genutzt, bis sie bei der Pfälzischen Kirchenteilung endgültig den Reformierten zufiel.
Die Vorgängerkirche von 1429 war in den Kriegen des 17. Jahrhunderts mehrmals verwüstet worden. 1784 und 1789 zerstörte außerdem Neckarhochwasser die Inneneinrichtung. Ihr Inneres war von zahlreichen Umbauten geprägt. Der wachsenden Gemeinde Rechnung tragend, gab es 1802 insgesamt sieben Emporenbühnen. Da der Bauzustand schlecht war und es aufgrund der damals noch bestehenden umliegenden Bebauung keine Möglichkeiten zur baulichen Erweiterung mehr gab, entstanden bereits damals erste Pläne für einen Kirchenneubau auf einem Nachbargrundstück. Diese ließen sich jedoch nicht verwirklichen. Als 1821 die lutherische Gemeinde in die reformierte Gemeinde eingegliedert wurde, war die Platznot in der Kirche abermals groß. 1824 zerstörte ein weiteres Neckarhochwasser die Kirche innen vollständig. Die Statik des Gebäudes nahm außerdem 1828 durch den Abriss des angrenzenden Obertorturms Schaden. Durch den Abriss weiterer Gebäude entspannte sich gleichzeitig auch die beengte Situation des Baugrunds an der alten Stelle der Kirche, so dass ein größerer Neubau an der alten Stelle möglich wurde. Badisches Innenministerium und Baubehörden taktierten nicht zuletzt wegen der Baukosten lange hinhaltend. Dem 1833 nach Eberbach berufenen Pfarrer Wilhelm Hepp gelang es schließlich, die nötigen Genehmigungen zu erhalten.
Am 3. Mai 1834 begann der Abriss der alten Kirche. Im Frühjahr 1835 begannen die Bauarbeiten zum Bau der neuen Kirche. Wegen der Hochwassergefahr legte man besonderen Wert auf ein massives Fundament, dessen Anlage mehr als ein Jahr dauerte. Unterdessen starb Pfarrer Hepp. Sein Nachfolger Henrici konnte am 29. August 1836 den Grundstein legen. Die schlichte Hallenkirche wurde im spätklassizistischen Stil erbaut. Die Pläne im Stil von Heinrich Hübsch stammten von Kirchenbaumeister Friedrich Wundt aus Heidelberg. Der Rohbau zog sich wegen Schwierigkeiten mit der Anlieferung von Sandsteinen in die Länge. Das Richtfest wurde am 15. Dezember 1837 gefeiert. Streit um die Inneneinrichtung der Kirche sowie der Tod von Orgelbaumeister Wilhelm Friedrich Overmann 1839 verzögerten die Fertigstellung. Immer neue Verzögerungen des Baufortschritts wurden bald zum Politikum. Die Kirchenbehörde ordnete eine Einweihung für den 16. August 1840 an, musste aber auch diesen Termin absagen, weil die Kirchenorgel noch nicht geliefert war. Erst am 16. Mai 1841, mehr als sechs Jahre nach Baubeginn, konnte die Kirche schließlich geweiht werden.
1870 wurden zwei Glocken ersetzt, deren Klang nicht zur großen Glocke passte. 1888 erbaute man eine neue Empore am Turm, wohin die zuvor über dem Altar befindliche Orgel versetzt wurde, so dass ein offener Altarraum entstand, der ein neues Rundfenster erhielt und ausgemalt wurde. Ebenso wurden erstmals Heizung und Beleuchtung eingebaut.
Im Ersten Weltkrieg mussten die beiden Glocken von 1870 sowie die Prospektpfeifen der Orgel abgeliefert werden. Vor allem mit Spendenmitteln von nach Amerika ausgewanderten Eberbachern konnte nach dem Krieg bald günstiger Ersatz beschafft werden. 1922 wurden zwei Gedenktafeln für die Gefallenen der Gemeinde angebracht.
1925 erhielt die Kirche einen Wasseranschluss, man reparierte das Dach und verlegte einen neuen Fußboden. 1927 wurde der Altar um ein Holzkreuz ergänzt. 1928 erhielt die Kirche Stromanschluss und baute man eine Luftheizung ein.
Die Ersatzglocken von 1922 wurden 1930 durch fünf neue Glocken ersetzt, für die man auch die letzte alte Glocke von 1783 in Zahlung gab. Die vier größten Glocken mussten jedoch schon 1941 wieder abgeliefert werden. Das Geläut wurde 1950 wieder komplettiert.
1953 wurde die Kirche innen renoviert und neue Prinzipalstücke beschafft. Das Altarfenster erhielt eine Kunstverglasung von Will Sohl, das alte Altarkreuz wurde durch ein deutlich größeres ersetzt. 1966/67 wurden Orgel und Orgelempore erneuert.
Als man 1973 die Heizung modernisierte, wurde abermals auch der Fußboden der Kirche erneuert. Dabei wurde der Altarraum vergrößert. Das Seitenschiff erhielt Taufaltar und Altarleuchter des Künstlers Homolka aus Königsfeld.
1988 folgte eine Außenrenovierung und schließlich 1997 eine Innenerneuerung nach restauratorischen Grundsätzen.

## Beschreibung
Die Michaelskirche steht im Osten der Eberbacher Kernstadt als markanter Abschluss der Bahnhofstraße. Der 42 Meter hohe Turm ist fast ganz in den Hauptkörper eingezogen. Im Eingangsraum ist ein Wappenstein aus der alten Kirche eingemauert, der das Wappen der Kurpfalz und die Jahreszahl 1426 zeigt. Das flachgedeckte Langhaus besitzt zweistöckige Emporen.
Bei ihrer Erbauung besaß die Michaelskirche in reformierter Tradition noch keinerlei Bildschmuck.
Das Fenster über dem Altar wurde 1953 von Will Sohl gestaltet. Es zeigt das Lamm Gottes, umgeben von den vier Evangelistensymbolen. Der Taufaltar im Seitenschiff wurde von Emil Jo Homolka gestaltet.
Die Orgel wurde 1967 von Friedrich Weißenborn erbaut und 1994 durch den Orgelbauer Lenter komplett renoviert. Das Instrument hat 43 Register auf drei Manualen und Pedal. Im September 2013 wurde die Orgel von Orgelbau Lenter (Gerhard und Angelika Lenter) aus Großsachsenheim technisch umstrukturiert. Dabei wurden ein neues Pfeifenwerk und ein neuer Schwellkasten eingebaut. Ebenso wurde die Elektronik ersetzt.
Für Frühjahr/Sommer 2022 war die Restaurierung des Turmes der Kirche geplant. Dabei sollten das Dach neu eingedeckt und der Umlauf des Balkons erneuert werden; ebenso sollten beschädigte Sandsteine ersetzt werden. Aus Geldmangel wurden diese Pläne aber verworfen.
Das Geläut besteht aus fünf Glocken. Der Glockenstuhl war ursprünglich aus Eisen, wurde 1997 durch einen neuen Glockenstuhl aus Eichenholz ersetzt.
1978 wurde im Zusammenhang mit der Benennung als „Michaelskirche“ im Innenraum ein Sandsteinrelief mit dem namensgebenden Michael – als Erzengel – eingesetzt, das von der Evangelischen Kirchengemeinde Friedrichsdorf gestiftet wurde.